# ハンス・ハーケ
ハンス・ハーケ（Hans Haacke、1936年8月12日 - ）は、ドイツのケルン生まれのコンセプチュアル・アーティストである。

## 来歴
1956年から1960年まで、ドイツのカッセルにある Staatliche Werkakademie で学び、1961年から1962年にかけてフルブライト・プログラムにより、フィラデルフィアのテンプル大学にある Tyler School of Fine Art で学んだ。
彼の初期のコンセプチュアル・アート作品は、システムとプロセスに注目したものであった。1960年代の初期作品（Condensation Cube (1963-65)など）のテーマとして、力学系や生物（生きている動植物）との相互作用、風や水の状態などが挙げられる。また、ランド・アートも手がけた。その後、より政治的色彩の濃い作品を手がけるようになった。彼は、富裕層が世論を誘導するために美術館やギャラリーを利用していると考えている。1967年から2002年まで、ニューヨークの Cooper Union で教授を務めた。
最もよく知られた作品 Shapolsky et al. Manhattan Real Estate Holdings, A Real Time Social System, as of May 1, 1971 では、Harry Shapolsky の1951年から1971年の疑惑の持たれる不動産売買記録を提示した。1971年、ハーケはグッゲンハイム美術館で個展を開催予定だったが、この作品も展示しようとしたところ、Shapolsky と利害関係のある美術館関係者がいたために、6ヶ月前に個展そのものが取り止めとなった。同様に "Manet '74" という作品を Wallraf-Richartz 美術館に展示しようとして取り止めになったことがある。
1978年、ハーケはオックスフォード現代美術館での個展のために、"A Breed Apart" という作品を作った。これは、ブリティッシュ・レイランドが南アフリカの警察や軍に車両を輸出することでアパルトヘイトを助けていることを批判したものであった。1979年、The Renaissance Society での個展では、Mobil、Allied Chemical、Tiffany & Co. の広告を皮肉った非常に政治的な絵画を展示した。1980年代後半、ハーケは絵画や大型の彫刻を使うようになっていった。1988年、ロンドンのテート・ギャラリーでの展示会で、マーガレット・サッチャーの肖像に Saatchi & Saatchi の2人の創業者を登場させた（Saatchi & Saatchi はサッチャーの選挙キャンペーンを担当した広告代理店）。
1990年には議論となった絵画 Cowboy with Cigarette を発表。これは、ピカソの Man with a Hat (1912-13) をタバコの広告風にアレンジしたものであった。この作品は、フィリップモリスが1989年から1990年に現代美術館で行われたキュビスム展のスポンサーとなっていたことへの反応である。ハンス・ハーケは自身を含むコンセプチュアル・アートの背景にある考え方を示す本 Framing and Being Framed を出版した。
その後、ニューヨークの New Museum of Contemporary Art、アイントホーフェンの Stedelijk van Abbemuseum、パリのポンピドゥー・センターで個展を開催している。
1993年、ナムジュン・パイクと共にヴェネツィア・ビエンナーレのドイツ館代表として金獅子賞を獲得した。ハーケの "Germania" は、ビエンナーレのルーツがイタリアのファシストにあることを示したものであった。
2年後、ハーケはピエール・ブルデューと共同で Free Exchange という対談集を出版した。ハーケとブルデューは芸術と政治の関係について共通の興味をもっていた。
現在、ハーケはニューヨークに在住している。